# Нели Кордовска
Нели Кордовска е български икономист, заемал през 21 век редица важни публични финансови и надзорни длъжности.

## Биография
Дипломира се по специалност „Международни икономически отношения“ във ВИИ „Карл Маркс“ през 90-те години на XX век, като образованието ѝ е приравнено на магистър по финанси. Има магистратура по регулиране и управление на риска от ISMA Centre – в университета в Рединг, Великобритания. От 1992 г. е на работа в управление „Банков надзор“ на БНБ.

## Професионална кариера
Публичната кариера на Нели Кордовска започва през месец септември 2001 г. по време на правителството, с мандата на Национално движение „Симеон Втори“. Тя е определена от министъра на финансите Милен Велчев, за изпълнителен директор на Банковата консолидационна компания, и остава на тази длъжност и като ликвидатор на търговското дружество, посредством което в България се осъществява приватизацията на банките – до края на 2006 г.
След приключилата банкова приватизация в България в края на 2006 г., и точно преди разразилата се Световна икономическа криза от 2008 г., в държавния бюджет от продължилата близо 10 години банкова приватизация на държавните банки постъпват 856 млн. лв., а въобще от приватизацията в Република България за периода 1993 – 2004 г. постъпленията в държавната хазна възлизат общо на малко под 5 млрд. лв. Банковата консолидационна компания приватизира общо седем банки за съществуването си, а именно Обединена българска банка, Пощенска банка, Хебросбанк, Експресбанк, Булбанк, Биохим и Банка ДСК – за средна цена на държавна банка малко над 120 млн. лв. Според Кордовска, тя е най-успешния приватизатор в историята на България, заради лично финализираната от нея продажба за 311.1 млн. евро на 100% от акциите на Банка ДСК – на унгарската ОТП Банк.